# Sarah Paineová
Sarah Crosby Mallory Paineová (narozena 1957) je americká historička, která působí jako profesorka s titulem William S. Sims University Professor of History and Grand Strategy na Válečné námořní akademii Spojených států v Newportu v Rhode Islandu. Ve svých pracích se zabývá především námořní politikou a strategií, vojenskými dějinami a politickými dějinami východní Asie, zejména Číny a Japonska v moderní době.

## Život
Sarah C. M. Paineová absolvovala v roce 1979 Harvardovu univerzitu s titulem bakalář (magna cum laude) v oboru latinskoamerické studie. Poté získala magistrský titul na Middlebury College. Doktorské studium v oboru ruských a čínských dějin absolvovala na Kolumbijské univerzitě, kde také získala titul Master of International Affairs. Během studia strávila pět let výzkumem a studiem jazyků v Číně, Tchaj-wanu, Rusku, Japonsku a Austrálii.
Na Válečné námořní akademii začala Paineová pracovat v roce 2000 jako docentka. V roce 2006 byla povýšena na profesorku a od roku 2014 zastává pozici William S. Sims University Professor of History and Grand Strategy a současně také pozici Ernest J. King Professor of Maritime History.
Během své kariéry získala dvě Fulbrightova stipendia, dvě stipendia Title VIII od Hooverova institutu a další stipendia z Japonska, Tchaj-wanu a Austrálie.

## Dílo
Paineová je autorkou několika významných děl o dějinách východní Asie a námořní strategii. Její kniha The Wars for Asia 1911–1949 z roku 2012 získala PROSE award v kategorii European & World History a byla nominována na Lionel Gelber Prize.
Její první kniha Imperial Rivals: China, Russia, and Their Disputed Frontier, 1858–1924 z roku 1996 získala cenu Barbara Jelavich Book Prize za rok 1997.

### Hlavní publikace

#### Autorka
- The Japanese Empire: Grand Strategy from the Meiji Restoration to the Pacific War (Cambridge University Press, 2017)
- The Wars for Asia 1911–1949 (Cambridge University Press, 2012)
- The Sino-Japanese War of 1894–1895: Perceptions, Power, and Primacy (Cambridge University Press, 2003)
- Imperial Rivals: China, Russia, and Their Disputed Frontier, 1858–1924 (M.E. Sharpe, 1996)

#### Spoluautorka
- Modern China: Continuity and Change, 1644 to the Present (s Bruce A. Ellemanem, Prentice Hall, 2010)

#### Editorka
- Nation Building, State Building and Economic Development: Case Studies and Comparisons (M.E. Sharpe, 2010)
- Naval Power and Expeditionary Warfare: Peripheral Campaigns and New Theatres of Naval Warfare (s Bruce A. Ellemanem, Routledge, 2011)
- Naval Coalition Warfare: From the Napoleonic War to Operation Iraqi Freedom (s Bruce A. Ellemanem, Routledge, 2008)
- Naval Blockades and Seapower: Strategies and Counter-Strategies 1805–2005 (s Bruce A. Ellemanem, Routledge, 2006)

## Osobní život
Sarah C. M. Paine je manželkou Bruce A. Ellemmana, který je William V. Pratt Professor of International History na téže Válečné námořní akademii. Má tři bratry, včetně Johna B. Paina III. a Thomase M. Paina.